# Exoncotis
Exoncotis é um gênero de mariposa pertencente à família Acrolophidae.